# Aéroport Martin State

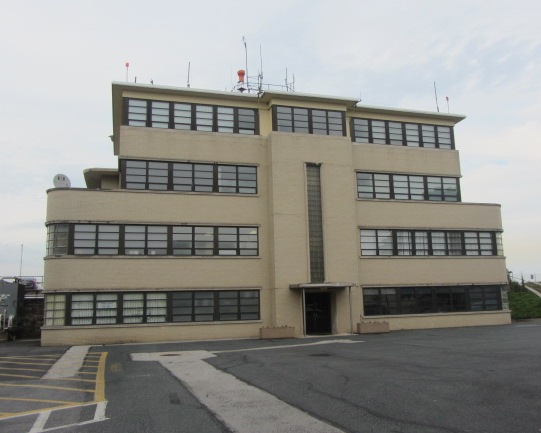
Terminal de l'aéroport Martin State

Le Martin State Airport est un aéroport public situé à proximité de la ville d'Essex à environ 14 km de la ville de Baltimore qu'il dessert dans l'État du Maryland aux États-Unis.
La Maryland Aviation Administration gère l'aéroport en partenariat avec le Maryland Department of Transportation. L'aéroport accueille l'escadrille militaire du 175th Wing qui y possède des avions Fairchild A-10 et Lockheed C-130 Hercules. La zone militaire est localisée au nord-ouest de l'aéroport et se nomme la Warfield Air National Guard Base.

## Histoire
En 1929, Glenn Luther Martin, un constructeur d'avions acheta une zone de 5 km2 à 19 km à l'Est de Baltimore dans le but d'y construire une usine d'assemblage d'avions. Le premier avion a y être fabriqué fut le Martin B-10 en 1932. Entre 1939 et 1940, trois pistes et trois hangars furent construits en plus d'un bâtiment administratif et en 1940-1941, quatre nouveaux hangars furent bâtis. Des avions comme le China Clipper, PBM flying boats, le bombardier B-26 et le Martin Mars y furent fabriqués. Durant la seconde guerre mondiale, les avions commerciaux Martin 202 et le Martin 404 y furent construits. La société Martin Company fusionna en 1961 avec la firme American Marietta Corporation. Cette société est aujourd'hui connue sous le nom de Lockheed Martin. Une base militaire de la garde nationale s'est implantée à l'aéroport depuis 1960.